# Maria Amália da Áustria (1746–1804)
Maria Amália da Áustria (em alemão: Maria Amalia von Österreich, em italiano: Maria Amalia d'Asburgo-Lorena; Viena, 26 de fevereiro de 1746 - Castelo de Praga, 18 de junho de 1804) foi uma duquesa de Parma através do seu casamento. Maria Amália era filha da imperatriz Maria Teresa e do imperador Francisco I. Era assim irmã mais nova do imperador José II e irmã mais velha do imperador Leopoldo II, da rainha Maria Carolina de Nápoles da rainha Maria Antonieta da França.

## Arquiduquesa da Áustria

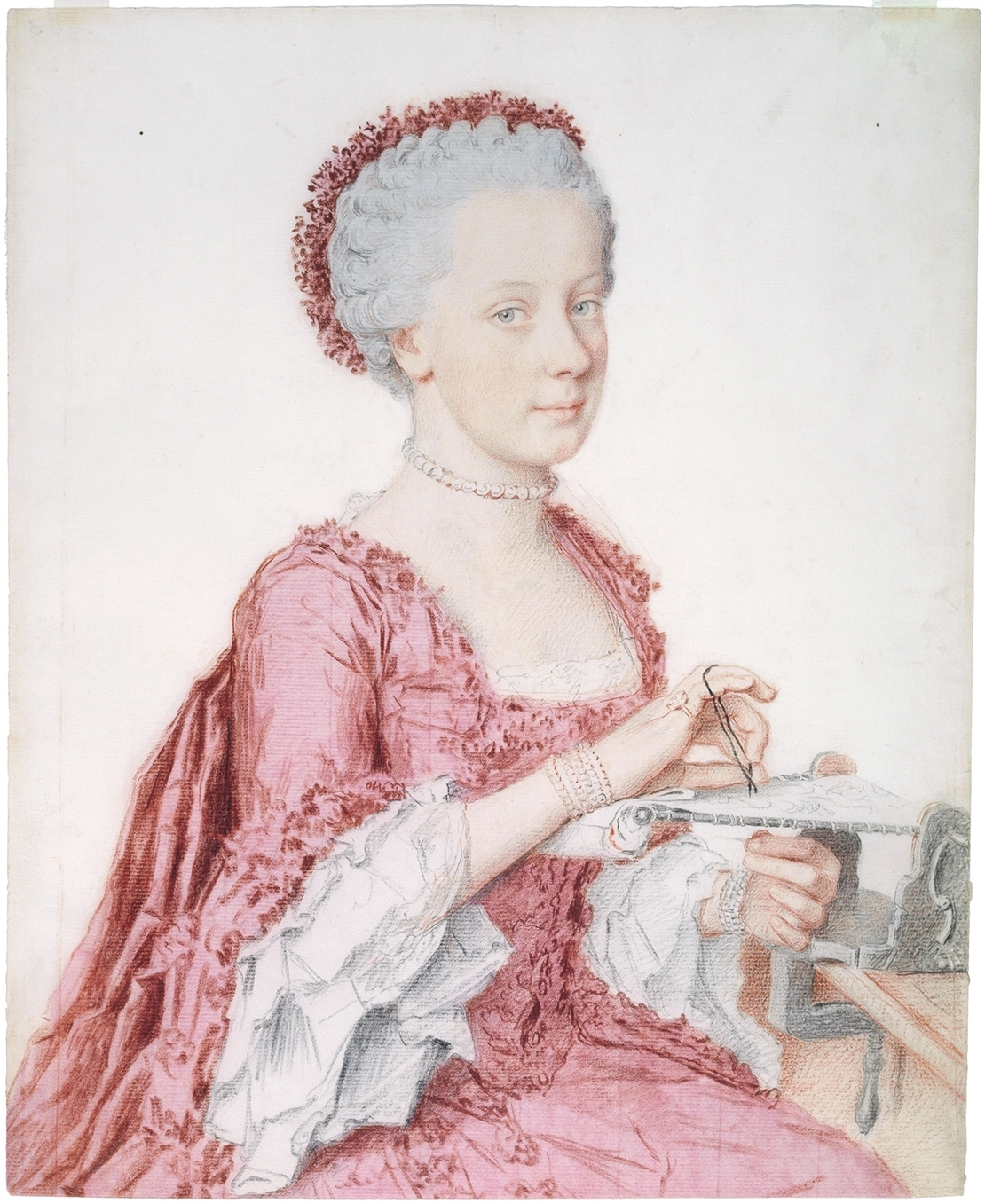
Maria Amália, de Jean-Etienne Liotard

Ela era a oitava criança nascida de Maria Teresa e Francisco I do Sacro Império Romano-Germânico. Nascida no Palácio Imperial de Hofburg, foi criada na corte de Viena onde, durante a sua juventude, era bastante popular e considerada bonita, mas esteve sempre na sombra dos seus irmãos mais conhecidos.
A sua mãe preferia o seu irmão mais velho, José, e as suas irmãs mais velhas. Ela descreveu Amália como vivaz e orgulhosa. Maria Teresa comparava-a constantemente às suas irmãs mais velhas, o que resultou numa relação afastada entre mãe e filha para o resto das suas vidas. 
Ela tinha talento para a pintura e um dos seus trabalhos, Santa Teresa e o menino Jesus, ainda existe hoje, estando nas mãos de um colecionador privado. Também tinha talento para a música (principalmente para o soprano) e os poeta da Corte de Viena escreveu vários versos sobre a sua voz encantadora e figura angelical.
Quando tinha 22 anos, Maria Amália queria casar-se com o jovem, bonito e inteligente príncipe Carlos de Zweibrücken, que frequentava a corte de Viena e tinha pedido pela mão dela em casamento. Contudo, Maria Teresa e o seu ministro Kauntiz consideraram que a união não seria boa o suficiente para uma arquiduquesa. O príncipe estava destinado a governar o Ducado de Zweibrucken e, apesar de ter direitos sobre a Baviera e o Eleitorado do Palatinado através de um primo distante, nunca conseguiu herdar estes territórios.
Além disso, a Áustria tinha planos para adquirir a Baviera quando o seu príncipe-eleitor, Maximiliano III José, morresse e como Carlos o podia herdar do seu primo Wittelsbach distante (estava na linha de sucessão depois de Clemente, Duque da Baviera  e Carlos Teodoro do Palatinado que não tinham filhos), foi decidido que este casamento seria uma má estratégia política, tendo em conta os planos que tinham mais tarde para a Baviera. Além disso, eles já tinham planos para casar Maria Amália ou com o rei de Nápoles ou com o duque de Parma para fortalecer os laços com os Bourbon e a influência austríaca na Itália. Após ver o seu pedido rejeitado, Carlos deixou para sempre Viena, revoltado contra Maria Teresa e a Áustria.

## Casamento

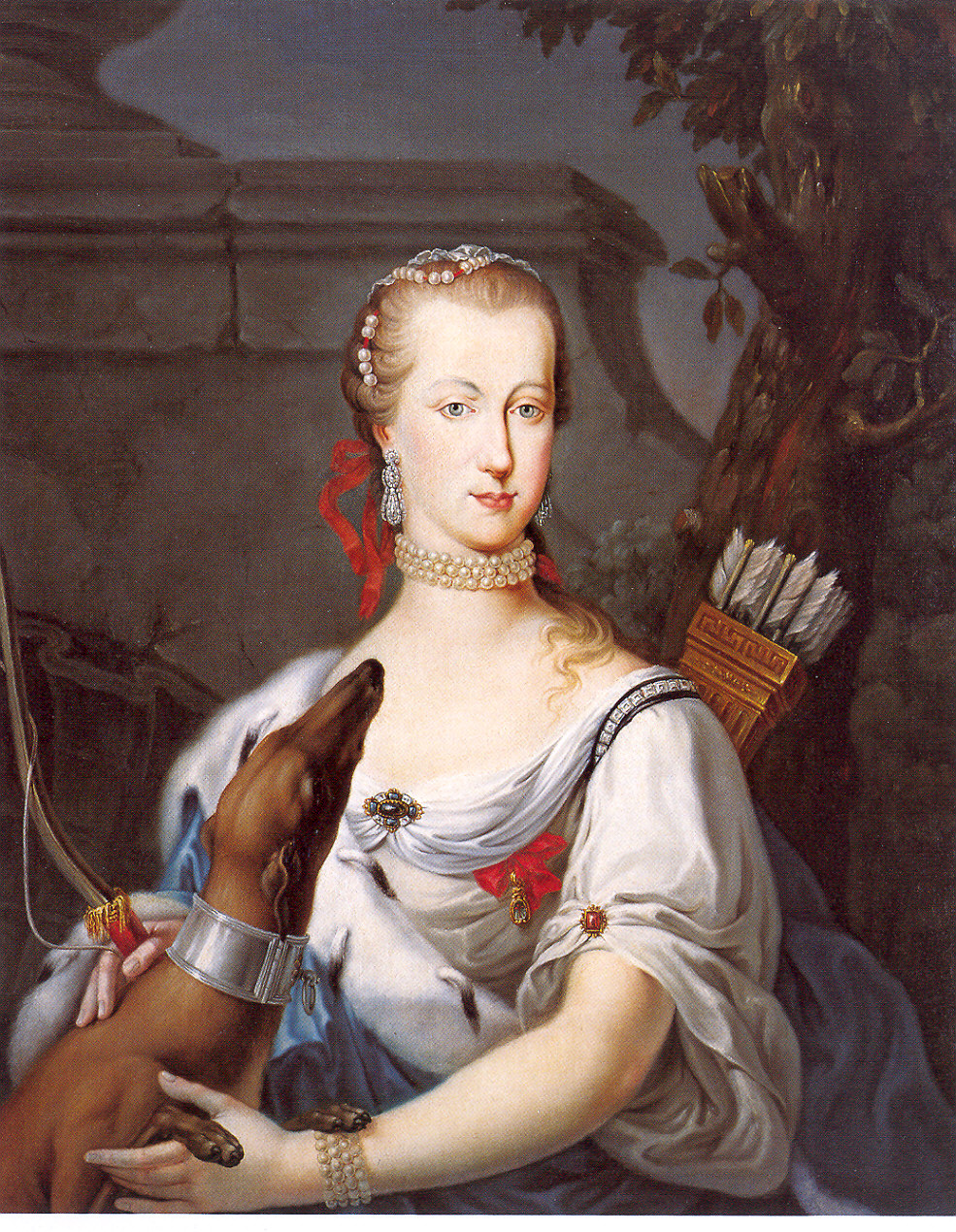
Maria Amália, de Alexander Roslin

Amália casou-se, contra a sua vontade, com Fernando, Duque de Parma, neto do rei Luís XV de França através da sua filha preferida, a Luísa Isabel de França, Duquesa de Parma. Era também neto de Filipe V de Espanha. O casamento foi apoiado pelo futuro imperador, José II, cuja primeira esposa tinha sido irmã de Fernando, a princesa Isabel de Parma. O casamento da arquiduquesa com o Duque de Parma foi parte de uma complicada série de contactos que casaram as filhas de Maria Teresa com o rei Fernando I das Duas Sicílias e o delfim Luís XVI de França. Todos os seus três genros eram membros da Casa de Bourbon.
Deixou a Áustria no dia 1 de julho de 1769 acompanhada pelo seu irmão José e casou-se com Fernando no dia 19 de julho no Palácio Ducal de Colorno. Uma vez em Parma, Maria Amália começou a interferir com a política do estado, a principio com o total apoio e conselhos da mãe, Maria Teresa. A imperatriz acreditava que a sua filha precisava de ser activa na política, mas apenas como uma ajuda para Fernando. Mesmo assim, existem provas de que Maria Teresa pretendia colocar Parma sob influência austríaca, pelo que também se pode concluir que Amália estava apenas a cumprir os desejos da mãe, quer ela aprovasse o modo como ela o fez ou não.
A corte de Parma recebia apoio financeiro e político de França e Espanha que queriam ambos controlar o ducado. Contudo, a nova duquesa queria substituir esta influência franco-espanhola pela austríaca. Na altura o seu marido não estava interessado em governar o ducado e preferia dedicar-se aos seus divertimentos privados. Dado o seu gosto natural por poder e a sua natureza dominadora, Maria Amália começou a interferir em assuntos políticos. O ministro, Du Tillot, tinha muitos inimigos e muitas pessoas em Parma viam na duquesa capacidade para escolher os ministros certos.
Maria Amália e Du Tillot também não se davam bem. Dois anos depois da sua chegada a Parma, ela conseguiu despedi-lo e substituí-lo por um nomeado espanhol, José del Llano, altamente recomendado pelo rei Carlos III de Espanha. Ao contrário do que a população acreditava, Fernando também não gostava de Du Tillot e os dois já tinham cortado relações antes da sua esposa chegar a Parma. Uma carta de Luís XV para o seu neto escrita em maio de 1769 prova este facto, uma vez que o rei de França o aconselhava a não desprezar o ministro que tinha servido tão bem os seus pais. Além disso, de acordo com o rei, não havia ninguém bom o suficiente para o substituir. Vale a pena referir que, apesar de ser governado por um Bourbon espanhol, Parma era um ducado soberano e, nesta altura, Fernando também se começava a revoltar contra tudo o que tinha sido forçado a aceitar e que nunca tinha estado de acordo com as suas crenças.
Fernando acabaria por dispensar Del Llano em 1772, substituindo-o por um ministro escolhido por si. Suspeita-se que Amália esteve por detrás da dispensa, mas não existem provas disso. Nesta altura, a Áustria, a França e a Espanha quebraram os seus laços com Parma. As relações cordiais foram reestabelecidas aquando do nascimento do primeiro filho de Fernando e Amália, Luís, no ano seguinte. A França e a Espanha aproveitaram a reconciliação para salientar aquilo que achavam ser desordens no ducado, mas nenhum dos dois países voltaria a ter a mesma influência nos anos de reinado que restavam a Fernando.
Amália permaneceria afastada da sua mãe excepto durante a sua breve reconciliação após o nascimento do filho, mesmo apesar das tentativas de Maria Teresa em restabelecer uma boa relação com a filha. A Duquesa resistiu aos esforços da mãe para a controlar a partir da Áustria. Quando a sua irmã, a arquiduquesa Maria Cristina, conhecida na família por Marie ou Mimi, visitou Parma em 1775, contou à mãe que Amália tinha perdido grande parte da sua beleza e glamour e estava também menos alegre. Mesmo assim, Mimi era conhecida pela sua língua afiada, criticismo e talento para criar problemas para os seus irmãos. Contudo, por muito afastadas que estivessem, Maria Teresa encomendou um retrato dos seus netos de Parma a Johann Zoffany. Mais tarde Amália e o seu marido iriam entender-se muito melhor. Apesar dos escândalos iniciais e inconsistências no casamento, os seus súbditos viam-na com bons olhos uma vez que se dizia que ela tinha um bom coração e era corajosa.
Maria Amália permaneceu em contacto com as suas irmãs, Maria Antonieta e Maria Carolina, durante a maior parte das suas vidas de casadas. As três irmãs trocavam cartas, retratos e presentes. De facto, uma das últimas cartas de Maria Antonieta durante a sua prisão foi escrita para Maria Amália e teve de ser enviada em segredo. Maria Amália também chamou a sua segunda filha em honra de Maria Antonieta. Depois da execução dos reis de França, Maria Amália passou a odiar profundamente a França e os revolucionários.
Quando Napoleão Bonaparte invadiu a Itália e o seu marido morreu, Maria Amália foi nomeada Chefe do Concelho de Regência em Parma quando Fernando estava já no seu leito de morte (suspeita-se que terá sido envenenado), mas a regência só durou alguns dias. No dia 22 de outubro de 1802 os franceses expulsaram-na de Parma e ela mudou-se para o Castelo de Praga, onde morreu em 1804. Foi a única filha de Maria Teresa a viver neste castelo.
O seu corpo foi enterrado na cripta real da Catedral de São Vito em Praga e o seu coração foi enviado para Viena e colocado dentro da urna número 33 na cripta dos corações da família.

## Descendência

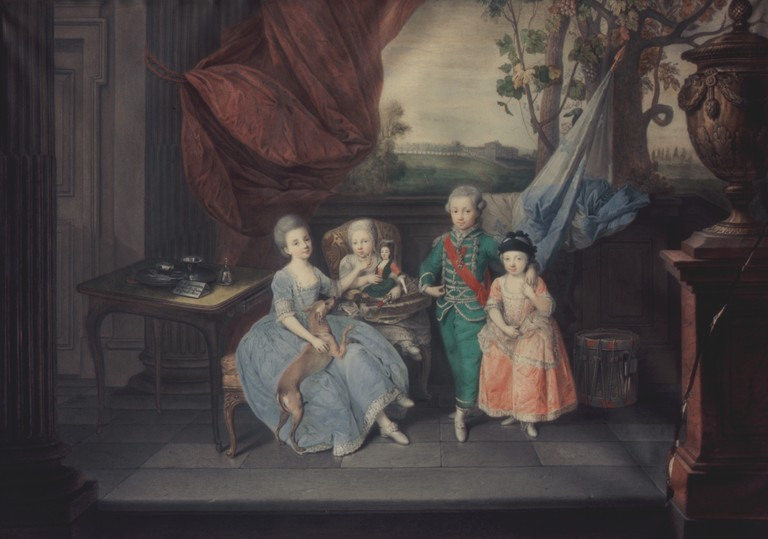
Filhos de Maria Amália e Fernando: Carolina, Luís, Maria Antônia e Maria Carlota.

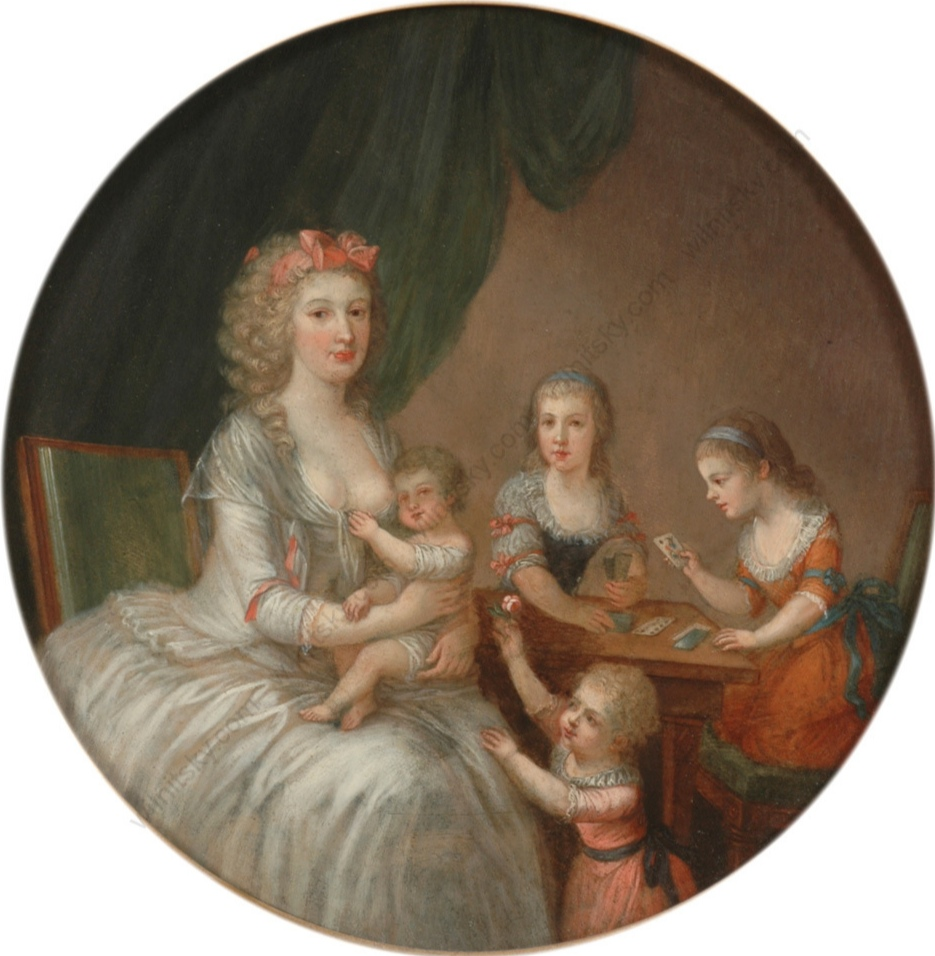
Maria Amália e seus filhos: Maria Antônia, Maria Carlota, Filipe Maria e Antônia Luísa, cerca de 1785.

Maria Amália e Fernando tiveram nove filhos:
| Nome                         | Pintura | Nascimento                                       | Morte                                                               | Observações |
| ---------------------------- | ------- | ------------------------------------------------ | ------------------------------------------------------------------- | --- |
| Carolina de Parma            |         | Palácio Ducal de Colorno, 22 de novembro de 1770 | Castelo de Dresden, 1 de março de 1804                              | Casou-se em 1792 com Maximiliano, Príncipe-herdeiro da Saxônia e tiveram oito filhos.                                                     |
| Luís I da Etrúria            |         | Palácio Ducal de Colorno, 5 de julho de 1773     | Palácio Pitti, Florença, 27 de maio de 1803                         | Príncipe de Piacenza e o primeiro rei da Etrúria. Casou-se em 1795 com sua prima Maria Luísa de Espanha e tiveram dois filhos.            |
| Maria Antônia de Parma       |         | Palácio Ducal de Colorno, 28 de novembro de 1774 | Convento de Sant'Agata em Trastevere, Roma, 20 de fevereiro de 1841 | Ela estava noiva de um príncipe da Casa de Saboia, mas ele morreu e tornou-se uma freira Ursulina em 1803 com o nome de Irmã Luísa Maria. |
| Maria Carlota de Parma       |         | Palácio do Jardim Ducal, 1 de setembro de 1777   | Convento dos Santos Domingos e Sisto, Roma 6 de abril de 1813       | Tornou-se freira dominicana em 1797 com o nome de Irmã Jacinta Domenica.                                                                  |
| Filipe Maria de Parma        |         | Palácio Ducal de Piacenza, 22 de março de 1783   | Palácio Ducal de Colorno, 2 de julho de 1786                        | Príncipe de Guastalla, morreu aos três anos devido ao escorbuto.                                                                          |
| Maria Antônia Luísa de Parma |         | Palácio Ducal de Colorno, 21 de outubro de 1784  | Palácio Ducal de Colorno, 22 de outubro de 1785                     | Morreu com um ano de idade devido à varíola.                                                                                              |
| Maria Luísa de Parma         |         | Palácio Ducal de Piacenza, 17 de abril de 1787   | Palácio do Jardim Ducal, 22 de novembro de 1789                     | Morreu aos dois anos de idade devido a pleurisia.                                                                                         |
| Filho                        |         | 21 de maio de 1789                               | 21 de maio de 1789                                                  | Natimorto. |
| Filha                        |         | 21 de maio de 1789                               | 21 de maio de 1789                                                  | Gêmea do acima, natimorta. |

## Honras
- Espanha: 8.° Dama Nobre da Ordem da rainha Maria Luísa - .